# Parioli Challenger 1993
Il Parioli Challenger 1993 è stato un torneo di tennis facente parte della categoria ATP Challenger Series nell'ambito dell'ATP Challenger Series 1993. Il torneo si è giocato a Parioli in Italia dal 5 all'11 aprile 1993 su campi in terra rossa.

## Vincitori

### Singolare
Vincenzo Santopadre ha battuto in finale  Massimo Valeri con il punteggio di 7–6, 3–6, 6–4

### Doppio
Cristian Brandi /  Federico Mordegan hanno battuto in finale  Sean Cole /  Jon Ireland con il punteggio di 6–3, 7–5